# Unterseeboot 921
L'Unterseeboot 921 ou U-921 est un sous-marin allemand (U-Boot) de type VIIC utilisé par la Kriegsmarine pendant la Seconde Guerre mondiale.
Le sous-marin fut commandé le 6 juin 1941 à Rostock (Neptun Werft (en)), sa quille fut posée le 15 octobre 1941, il fut lancé le 3 avril 1943 et mis en service le 30 mai 1943, sous le commandement de l'Oberleutnant zur See Wolfgang Leu.
L'U-921 n'endommagea ou ne coula aucun navire au cours des deux patrouilles (73 jours en mer) qu'il effectua.
Il est porté disparu dans l'Atlantique Nord, en septembre 1944.

## Conception
Unterseeboot type VII, l'U-921 avait un déplacement de 769 tonnes en surface et 871 tonnes en plongée. Il avait une longueur totale de 67,10 m, un maître-bau de 6,20 m, une hauteur de 9,60 m et un tirant d'eau de 4,74 m. Le sous-marin était propulsé par deux hélices de 1,23 m, deux moteurs diesel Germaniawerft M6V 40/46 de 6 cylindres en ligne de 1 400 cv à 470 tr/min, produisant un total de 2 060 à 2 350 kW en surface et de deux moteurs électriques Brown, Boveri & Cie GG UB 720/8 de 375 cv à 295 tr/min, produisant un total 550 kW, en plongée. Le sous-marin avait une vitesse en surface de 17,7 nœuds (32,8 km/h) et une vitesse de 7,6 nœuds (14,1 km/h) en plongée. Immergé, il avait un rayon d'action de 80 milles marins (150 km) à 4 nœuds (7,4 km/h; 4,6 milles par heure) et pouvait atteindre une profondeur de 230 m. En surface son rayon d'action était de 8 500 milles nautiques (soit 15 700 km) à 10 nœuds (19 km/h).
 L'U-921 était équipé de cinq tubes lance-torpilles de 53,3 cm (quatre montés à l'avant et un à l'arrière) et embarquait quatorze torpilles. Il était équipé d'un canon de 8,8 cm SK C/35 (220 coups) et d'un canon antiaérien de 20 mm Flak. Il pouvait transporter 26 mines TMA ou 39 mines TMB. Son équipage comprenait 4 officiers et 40 à 56 sous-mariniers.

## Historique
Il suit sa période d'entraînement initial à la 8. Unterseebootsflottille jusqu'au 31 mai 1944, puis rejoint son unité de combat dans la 13. Unterseebootsflottille.
Le 18 mai 1944, l'U-921 prend la mer au départ de Kiel pour les eaux arctiques. Le 24 mai 1944 à 14 h 20, il est attaqué en mer de Norvège, près de Namsos, par trois charges de profondeur d'un hydravion bombardier Sunderland du Sqn 422 (RCAF) piloté par le Flight lieutenant G. E. Holley. Le sous-marin fait alors route pour rechercher les survivants de l'U-476. Il abat l'avion, tuant les douze aviateurs de l'équipage. 
Le même jour, il est de nouveau attaqué par cinq charges de profondeur d'un autre Sunderland (DW111) canadien du Sqn 423 piloté par le Flight lieutenant R. H. Nesbitt, qui avait capté le Mayday émit par le Sunderland abattu par l'U-Boot. Lors de l'affrontement, le canon anti-aérien de 27 mm tombe en panne, blessant trois membres d'équipage ainsi que le Commandant, présents sur le pont. Wolfgang Leu meurt noyé quelques instants plus tard lorsque le sous-marin prend la fuite en immersion, se sacrifiant en fermant l'écoutille pour empêcher le bateau de couler. Le sous-marin revient à la surface brièvement (une quinzaine de minutes) pour tenter sans succès de le repêcher. C'est le premier officier observateur (I.WO, 1er Wachoffizier) Heinz-Joachim Neumann[réf. nécessaire], également blessé, qui ramène l'U-Boot à Trondheim.
Le 30 juin 1944, l' U-921 commandé par Alfred Werner quitte Trondheim pour Narvik. Sa première patrouille opérationnelle commence le 2 juillet 1944 au départ de Narvik pour la mer de Norvège, à l'est de l'île Jan Mayen. Le 20 juillet 1944, il est attaqué et endommagé par un avion. Après 37 jours en mer, le submersible fait relâche à Hammerfest le 7 août 1944.
Le lendemain, il part à destination de Narvik qu'il touche deux jours après.
Le 2 septembre 1944, l' U-921 sort en mer pour deux jours. Le 5 septembre 1944, il quitte Narvik pour sa deuxième patrouille avec l'objectif de traquer les convois alliés. Le 15 septembre 1944, le convoi JW-60, composé de trente navires marchands, appareille du Loch Ewe. L'U-921 fait partie du groupe (ou meute) Grimm qui attend ce convoi, ainsi que le RA-60. Ce dernier n'est trouvé ni par les U-Boote, ni par les avions de la Luftwaffe. 
 L'U-921 se signale pour la dernière fois, le 24 septembre 1944, à la position approximative 74° 45′ N, 13° 50′ E, à l'ouest de l'île aux Ours. Il annonce son retour à Narvik. Bien que l''U-921 n'arrive pas à Narvik, il reçoit l'ordre de rechercher le convoi RA-60 à partir du 29 septembre 1944. Quand le convoi arrive à destination, l'U-921 toujours muet reçoit l'ordre de rejoindre Narvik. Il ne donne aucune nouvelle de sa position ni de sa date ou de son heure d'arrivée dans le port norvégien. Le sous-marin est donc porté disparu avec ses cinquante-et-un membres d'équipage. Il n'existe aucune explication à sa disparition.

## Affectations
- 8. Unterseebootsflottille du 30 mai 1943 au 31 mai 1944 (Période de formation).
- 13. Unterseebootsflottille du 1er juin 1944 au 24 septembre 1944 (Unité combattante).

## Commandement
- Oberleutnant zur See Wolfgang Leu du 30 mai 1943 au 24 mai 1944.
- Oberleutnant zur See Hans-Joachim Neumann du 24 mai 1944 au 31 mai 1944.
- Oberleutnant zur See Alfred Werner du 1er juin 1944 au 24 septembre 1944.

## Patrouilles
|       | Commandant                    | Départ           | Départ     | Arrivée           | Arrivée       | Jours    | Succès |
| ----- | ----------------------------- | ---------------- | ---------- | ----------------- | ------------- | -------- | ------ |
|       | Oblt. Wolfgang Leu            | 18 mai 1944      | Kiel       | 24 mai 1944       | mort en mer   | 7 jours  |        |
|       | KrvKpt. Heinz-Joachim Neumann | 24 mai 1944      | en mer     | 26 mai 1944       | Trondheim     | 3 jours  |        |
|       | Oblt. Alfred Werner           | 30 juin 1944     | Trondheim  | 1er juillet 1944  | Narvik        | 2 jours  |        |
| 1     | Oblt. Alfred Werner           | 2 juillet 1944   | Narvik     | 7 août 1944       | Hammerfest    | 37 jours |        |
|       | Oblt. Alfred Werner           | 8 août 1944      | Hammerfest | 9 août 1944       | Narvik        | 2 jours  |        |
|       | Oblt. Alfred Werner           | 2 septembre 1944 | Narvik     | 3 septembre 1944  | Narvik        | 2 jours  |        |
| 2     | Oblt. Alfred Werner           | 5 septembre 1944 | Narvik     | 24 septembre 1944 | Porté disparu | 20 jours |        |
| Total | Total                         | Total            | Total      | Total             | Total         | 73 jours | 0 t    |

Note : Oblt. = Oberleutnant zur See - KrvKpt. = Korvettenkapitän

### Opérations Wolfpack
L'U-921 a opéré avec les Wolfpacks (meute de loups) durant sa carrière opérationnelle.
- Grimm (9 septembre — 2 octobre 1944)